# I ragazzi del coro (serie televisiva)
I ragazzi del coro (titolo originale The Choir) è un people show in onda nel Regno Unito dal 2006. Solo recentemente è stato tradotto in italiano e viene trasmesso attualmente su Rai 5 il lunedì.

## Storia
Il protagonista è Gareth Malone, un giovane maestro di coro britannico che si sposta di luogo in luogo nel Regno Unito con l'obiettivo di diffondere la cultura del canto. Il canto - ritiene Gareth - è utile ai fini del benessere della comunità perché unisce le persone. Grazie alla sua forte motivazione, Gareth Malone gira per posti in cui la musica non è riconosciuta come valore fondamentale, reclutando persone per fondare un coro.
Attualmente sono presenti quattro serie: la prima, del 2006, dal nome "The Choir Series One". Nel 2007 questa serie ha ricevuto un BAFTA al British Academy Television Awards come Best Feature. La seconda, "Boys don't sing"  ha ricevuto un BAFTA come Best Feature nel 2009 e ai Broadcast Awards è stata vincitrice come miglior programma dell'anno. La terza serie si chiama "Unsung Town" (Una città per cantare) e la quarta si chiama "Military Wives"; quest'ultima comprende il noto singolo, disponibile su Cd musicale "Wherever you are", ed è stata vincitrice al primo posto nella classifica Official Christmas del 2011. Nel 2012 la canzone ha vinto come singolo dell'anno ai BRIT Awards Classic.